# 暦道
暦道（れきどう）とは、古代日本における暦を作成するための学問（暦学）のことである。陰陽寮で教えられていたものの一つ。
『日本書紀』には、欽明天皇の時代に百済の暦博士が来日した記事が記されているが、本格的な暦学の伝来は推古天皇12年（602年）の百済僧・観勒の来日による。従って日本の暦道の起源はここに求められる。
律令制においては、大学寮ではなくて陰陽寮の管轄とされ、太陽・月を観測して暦を作成することが規定されて暦博士（1名もしくは2名）・暦生（10名）などが定められたが、実際には中国の暦法を輸入して日本で採用していたため、暦道は毎年の暦注の記入と暦の頒布（具注暦）、七曜暦・中星暦の作成や日食の予測に限定され、また天文道や算道とも被るところがあったため振るわなかった。このため、天平2年（730年）より暦生のうち優秀者2名を暦得業生として給費を行うなどの措置を取った。教科書としては『漢書』・『晋書』の暦律志や採用されている暦の注釈書（『大衍暦議』・『宣明暦経』）、『定天論』・『周髀算経』などが用いられた他、算道の教科書である『九章算術』・『六章』などの数学書も用いられている。また、暦注の記載に関しては『大唐陰陽書』などを参照したとされている。平安時代に入ると、暦日と密接な方角禁忌が貴族の間で尊重されて、それらを知るための暦注が含まれた具注暦への需要が高まった。このため、次第に暦道も科学的な暦学から陰陽道的な色を帯びたものに変質していくことになる。
平安時代中期の賀茂保憲が子の光栄に伝授して以後、賀茂氏の家学となるが、保憲は日食予想の成功率の低下などを憂慮して呉越に留学していた日延（天台宗）に依頼して持ち帰らせた符天暦の採用を図ったが朝廷に採用されず、光栄以後は表面上は宣明暦を掲げながら、秘かに符天暦も併用した。その一方で、符天暦と密教が結びついた宿曜道の台頭が暦道を脅かした。当初、暦道と宿曜道が共同して暦を作成していた時期もあった（『小右記』長和4年7月8日条）が、長暦2年（1038年）頃に両者の対立から宿曜道側が暦道の批判に回ったという（『春記』長暦2年11月27日条）。
更に当時の風習として、「朔旦冬至」（19年周期の最初の年に11月1日が冬至となること。慶事とされる一方で、大規模な儀式に費用がかかった）の到来や回避、「19年周期に7回訪れる閏月の最初が閏8月ではいけない」、「大の月が4連続してはならない」などの迷信が信じられて、これに基づいて天体の動きとは無関係に人為的な暦の調整（「改暦」）が行われたほか、場合によっては暦算の誤りとそれを隠すために改暦を行うに至り、符天暦の仕組を巧に用いて「口伝・秘伝」と称して本来あり得ない置閏法の設定などによる暦を作成して極秘に調整する（日食や夏至・冬至の予定が狂う可能性が高くなる）などの暦道の振舞いに対して算道・宿曜道側からの激しい攻撃を受けた。更に鎌倉時代以後には仮名暦・民間暦も登場した事によりその地位は大きく低下する事となる。
室町時代に入ると、暦博士が天文密奏を行う例も見られるが、賀茂氏の嫡流である勘解由小路家の断絶により、土御門家が暦道の主導権を握り、賀茂氏の庶流幸徳井家を圧迫して傘下に加えた。更に全国の陰陽師・暦師を傘下に加えて暦の販売に関して冥加金を取り立てる権限を獲得した。だが、明治維新後に陰陽寮が廃止され、暦道に代わって東京天文台が暦に関する業務を行うようになる。